# Symfonie voor strijkers (Leighton)
Kenneth Leighton voltooide zijn Symfonie voor strijkers in 1949.

## Geschiedenis
Leighton was nog bezig met zijn studie van de klassieken toen hij zijn eerste, overigens ongenummerde, symfonie voltooide. Hij kreeg toen wel al onderricht in de studierichting compositie van Bernard Rose aan het The Queen's College. Rose zag het talent dat Leighton in zich had en liet hem kennismaken met Gerald Finzi, een andere Brits componist, maar ook orkestleider van de Newbury String Players. Leighton had, schreef hij later, knikkende knieën toen hij kennismaakte met Finzi, hetgeen later overbodig zou blijken te zijn. Ze werden vrienden.
Finzi zag ook direct de capaciteiten van Leighton en verzorgde dan ook met zijn orkest de première van deze symfonie voor strijkinstrumenten in Newbury.

## Muziek
Het is duidelijk te horen dat Leighton nog hevig beïnvloed werd door zijn opleiding. De symfonie past eigenlijk niet binnen een genre van klassieke muziek uit de 20e eeuw. Het behoort meer bij de romantiek. Deze stijl zou overigens altijd herkenbaar blijven binnen de muziek van de componist, welke techniek hij er laten ook op los zou laten. De muziek is geschreven tijdens de winter 1948 naar 1949 en laat de hoop horen op betere tijden (qua weer). Boven het werk staat een citaat van Catullus lam ver egelidos refert tepores, hetgeen staat voor Nu brengt de lente de onbevroren warmte terug. De muziek is dan ook warm van klank, zelfs in ogenschouw genomen dat er alleen maar strijkinstrumenten spelen. In deel 3 zit een fragment minimal music à la John Adams.
Het heeft de klassieke driedelige opzet (snel, langzaam, snel) met allerlei tempoverschuivingen:
1. Adagio – allegro molto – un poco sostenuto – tempo I – appassionato – allegro molto – un poco sostenuto;
2. Lento – poco piu mossi e appassionato – sostenuto – tempo I
3. Allegro molto vigorose – scherzando – meno mosso

## Discografie en bron
- Uitgave Chandos: BBC National Orchestra of Wales o.l.v. Richard Hickox; een opname uit 2006